# Christian Doumet
 (février 2014).
Si vous disposez d'ouvrages ou d'articles de référence ou si vous connaissez des sites web de qualité traitant du thème abordé ici, merci de compléter l'article en donnant les références utiles à sa vérifiabilité et en les liant à la section « Notes et références ».
Pour les articles homonymes, voir Doumet.
Christian Doumet est un essayiste, poète, romancier et universitaire français, né à Mâcon en 1953.

## Biographie
Agrégé de lettres, ancien élève de l'École normale supérieure, docteur es-lettres, il est nommé maître de conférences à l'Université de Grenoble en 1990. Il enseigne ensuite à l'Université Paris 8, d'abord comme maître de conférences puis comme professeur, de 1994 à 2015. Membre senior (2012) de l'Institut universitaire de France, il est ensuite professeur de littérature française à l'Université Paris-Sorbonne de 2015 à 2022. Il a été directeur de programme au Collège international de Philosophie entre 2004 et 2010 et professeur invité dans plusieurs universités, aux États-Unis et au Japon. Outre des poèmes et ouvrages en prose, il est l'auteur d'essais sur la littérature, en particulier Victor Segalen, mais aussi sur l'esthétique musicale, la peinture, qui mêlent la réflexion et la fiction.

## Publications
- Les Imprécateurs de Prague, Obsidiane, Sens, 1987.
- Horde, Obsidiane, Sens, 1989, réédition 2003.
- Tentative de destruction d'une ville par la peinture, Obsidiane, Sens, 1990.
- Le Rituel du livre : sur Stèles de Victor Segalen, Hachette, Paris, 1992.
- Traité de la mélancolie de Cerf, Champ Vallon, Seyssel, 1992.
- Victor Segalen, l'origine et la distance, Champ Vallon, Seyssel, 1993.
- Passages des oiseaux pihis, Le Temps qu'il fait, Cognac, 1995.
- L’Ile joyeuse. Sept approches de la singularité musicale, PUV, Saint-Denis, 1997.
- Pour affoler le monstre, avec François Boddaert, Obsidiane, Sens, 1997.
- Horde, suite, Obsidiane, Sens, 1997.
- Victor Segalen, (dir., avec Marie Dollé), Cahiers de l'Herne, Paris, 1998 ; réédition 2019.
- Trois villes dans l'œil d'Orion, Le Temps qu'il fait, Cognac, 1998.
- Vanité du roi guitare, Champ Vallon, Seyssel, 2000.
- La Méthode Flaming, Fayard, Paris, 2001.
- Illettrés, durs d'oreille, malbâtis, Champ Vallon, Seyssel, 2002.
- Faut-il comprendre la poésie ?, Klincksieck, Paris, 2004.
- Poète, mœurs et confins, Champ Vallon, Seyssel, 2004.
- Rumeur de la fabrique du monde, José Corti, Paris, 2004.
- La Poésie au marteau, précédé de Par océan, entretien avec Jasmine Getz, Obsidiane, Sens, 2004.
- La Décharge des années lumière, La Dragonne, Nancy, 2005.
- Japon vu de dos, Fata Morgana, Fontfroide, 2007.
- Feu à volonté, Fata Morgana, 2008.
- Un lance-pierre pour San Francisco (peintures de P. Boulage), S'Ayme à bruire, 2008.
- Grand art avec fausses notes. Alfred Cortot, piano, Champ Vallon, Seyssel, 2009.
- Rythmes de l'homme, rythmes du monde (dir., avec Aliocha Wald Lasowski), Hermann, Paris, 2010.
- La Déraison poétique des philosophes, Stock, Paris, 2010.
- Trois huttes, Fata Morgana, dessins de Mélanie Delattre-Vogt, 2010.
- De l'art et du bienfait de ne pas dormir, Fata Morgana, 2012.
- La Donation du monde, Obsidiane, Sens, 2014.
- L'attention aux choses écrites, Cécile Defaut, 2014.
- Notre condition atmosphérique, Fata Morgana, 2014.
- Paris et autres déambulations, Fata Morgana, 2016.
- Aphorismes de la mort vive, Fata Morgana, 2018.
- L'Évanouissement du témoin, Arléa, 2019.
- Segalen, Arléa, 2021.